# Kvalifikace na Mistrovství Evropy ve fotbale 2020
Kvalifikace na Mistrovství Evropy ve fotbale 2020 byla fotbalová soutěž, která začala v březnu 2019 a měla by skončit v roce 2020. Kvalifikace se účastní 55 týmů členských zemí UEFA, přičemž do závěrečné soutěže ME 2020 postoupí 24 týmů. Přímo z kvalifikace postupuje 20 týmů, další 4 týmy vzejdou z baráže, která je spojena s výsledky reprezentací v Lize národů UEFA 2018/19. Poprvé od roku 1976 není žádný účastník automaticky kvalifikován jako tým hostitelské země. Poprvé se kvalifikace účastní tým Kosova.
Losování pro rozdělení do kvalifikačních skupin proběhlo 2. prosince 2018 v Convention Centre Dublin v Dublinu. 

## Změny v pravidlech
UEFA před touto kvalifikací změnila pravidlo o žlutých kartách - dosud hráč nesměl nastoupit do jednoho utkání po dvou obdržených žlutých kartách, nyní tomu tak bude až po třech žlutých kartách.

## Kvalifikované týmy
| Tým               | Kvalifikován jako          | Kvalifikován dne   | Předchozí účasti na ME                                                      |
| ----------------- | -------------------------- | ------------------ | --------------------------------------------------------------------------- |
| Belgie            | Vítěz v kval. skupině I    | 10. října 2019     | 5 (1972, 1980, 1984, 2000, 2016)                                            |
| Itálie            | Vítěz v kval. skupině J    | 12. října 2019     | 9 (1968, 1980, 1988, 1996, 2000, 2004, 2008, 2012, 2016)                    |
| Rusko             | 2. místo v kval. skupině I | 13. října 2019     | 11 (1960, 1964, 1968, 1972, 1988, 1992, 1996, 2004, 2008, 2012, 2016)       |
| Polsko            | Vítěz v kval. skupině G    | 13. října 2019     | 3 (2008, 2012, 2016)                                                        |
| Ukrajina          | Vítěz v kval. skupině B    | 14. října 2019     | 2 (2012, 2016)                                                              |
| Španělsko         | Vítěz v kval. skupině F    | 15. října 2019     | 10 (1964, 1980, 1984, 1988, 1996, 2000, 2004, 2008, 2012, 2016)             |
| Turecko           | 2. místo v kval. skupině H | 14. listopadu 2019 | 4 (1996, 2000, 2008, 2016)                                                  |
| Francie           | Vítěz v kval. skupině H    | 14. listopadu 2019 | 9 (1960, 1984, 1992, 1996, 2000, 2004, 2008, 2012, 2016)                    |
| Anglie            | Vítěz v kval. skupině A    | 14. listopadu 2019 | 9 (1968, 1980, 1988, 1992, 1996, 2000, 2004, 2012, 2016)                    |
| Česko             | 2. místo z kval. skupiny A | 14. listopadu 2019 | 9 (1960, 1976, 1980, 1996, 2000, 2004, 2008, 2012, 2016)                    |
| Finsko            | 2. místo z kval. skupiny J | 15. listopadu 2019 | 0 (první účast)                                                             |
| Švédsko           | 2. místo z kval. skupiny F | 15. listopadu 2019 | 6 (1992, 2000, 2004, 2008, 2012, 2016)                                      |
| Chorvatsko        | Vítěz v kval. skupině E    | 16. listopadu 2019 | 5 (1996, 2004, 2008, 2012, 2016)                                            |
| Rakousko          | 2. místo z kval. skupiny G | 16. listopadu 2019 | 2 (2008, 2016)                                                              |
| Nizozemsko        | 2. místo z kval. skupiny C | 16. listopadu 2019 | 9 (1976, 1980, 1988, 1992, 1996, 2000, 2004, 2008, 2012)                    |
| Německo           | Vítěz v kval. skupině C    | 16. listopadu 2019 | 12 (1972, 1976, 1980, 1984, 1988, 1992, 1996, 2000, 2004, 2008, 2012, 2016) |
| Portugalsko       | 2. místo z kval. skupiny B | 17. listopadu 2019 | 7 (1984, 1996, 2000, 2004, 2008, 2012, 2016)                                |
| Švýcarsko         | Vítěz v kval. skupině D    | 18. listopadu 2019 | 4 (1996, 2004, 2008, 2016)                                                  |
| Dánsko            | 2. místo z kval. skupiny D | 18. listopadu 2019 | 8 (1964, 1984, 1988, 1992, 1996, 2000, 2004, 2012)                          |
| Wales             | 2. místo z kval. skupiny E | 19. listopadu 2019 | 1 (2016)                                                                    |
| Severní Makedonie | Vítěz v Play-off skupiny D | 12. listopadu 2020 | 0 (první účast)                                                             |
| Maďarsko          | Vítěz v Play-off skupiny A | 12. listopadu 2020 | 3 (1964, 1972, 2016)                                                        |
| Slovensko         | Vítěz v Play-off skupiny B | 12. listopadu 2020 | 1 (2016)                                                                    |
| Skotsko           | Vítěz v Play-off skupiny C | 12. listopadu 2020 | 2 (1992, 1996)                                                              |

Poznámky
1. ↑  Kurzíva značí jednu ze dvanácti hostitelských zemí závěrečného turnaje.
2. ↑  Tučné znamená vítěze daného ročníku. Kurzíva označuje hostitele daného ročníku.
3. ↑  Tým Ruska startoval mezi lety 1960 a 1988 pod hlavičkou Sovětského svazu a v roce 1992 jako Národní tým Společenství nezávislých států.
4. ↑  Tým Česka startoval mezi lety 1960 a 1980 jako reprezentace Československa.
5. ↑  Tým Německa startoval mezi lety 1972 a 1988 jako reprezentace Spolkové republiky Německo.

## Systém kvalifikace
Poprvé od roku 1976 se nekvalifikuje žádná reprezentace automaticky na závěrečný turnaj a kvalifikace se tak účastní všech 55 týmů členských zemí UEFA. Protože se zápasy odehrají v 11 různých zemích, může se stát, že se některý ze zápasů odehraje v zemi, která se závěrečného turnaje nezúčastní.
V roce 2018 UEFA zavedla novou soutěž, Ligu národů UEFA. Výsledek v ročníku 2018/19 umožní reprezentačním týmům získat místo na závěrečném turnaji, i když si nevybojují přímý postup z kvalifikačních skupin. Vzhledem k formátu baráže je zajištěno, že se na EURO 2020 objeví alespoň jeden tým z každé výkonnostní skupiny Ligy národů.

### Základní skupiny
55 týmů bylo rozlosováno do deseti skupin. V 5 skupinách hrálo šest týmů, v 5 skupinách hrálo pět týmů. Ve skupinách se utkali každý s každým doma a venku. Vítězové skupin a týmy na druhých místech postoupili přímo na závěrečný turnaj ME 2020. 

#### Kritéria při rovnosti bodů
Pokud budou mít dva nebo více týmů po skončení kvalifikačních zápasů stejný počet bodů, rozhodují o pořadí následující kritéria:
1. vyšší počet bodů získaných ve skupině v zápasech týmů, mezi kterými se rozhoduje,
2. brankový rozdíl ze zápasů ve skupině v zápasech týmů, mezi kterými se rozhoduje,
3. vyšší počet vstřelených gólů v zápasech týmů, mezi kterými se rozhoduje,
4. vyšší počet vstřelených gólů v zápasech venku týmů, mezi kterými se rozhoduje.

Pokud bude mít po použití 1. až 4. kritéria dva nebo více týmů stále stejné pořadí, rozhodnou tato kritéria:
1. z výsledků všech zápasů ve skupině:
  1. vyšší brankový rozdíl,
  2. vyšší počet vstřelených gólů,
  3. vyšší počet vstřelených gólů v zápasech venku,
  4. pořadí v soutěži fair play,
2. pozice v žebříčku koeficientů.

### Baráž
O zbývajících 4 místech se poprvé nerozhodovalo formou zápasů doma-venku mezi týmy na třetích místech po kvalifikačních skupinách, ale místo toho se vybralo 16 týmů na základě výsledků v Lize národů. Z každé výkonnostní ligy v Lize národů (Liga A, Liga B, Liga C, Liga D) byly vybrány 4 týmy a tyto spolu sehrály play-off o jedno místo na závěrečném turnaji. Celkem se tak odehrály 4 play-off o 4 zbývající volná místa.
Vítězové skupin Ligy národů byli automaticky zařazeni do play-off ve své výkonnostní Lize. Pokud si vítěz skupiny v Lize národů zajistil přímý postup z kvalifikační skupiny na EURO 2020, pak byl do play-off zařazen další tým podle umístění v dané výkonnostní Lize.
Pokud v dané výkonnostní Lize nebude po kvalifikačních skupinách zbývat dostatečný počet nekvalifikovaných týmů pro sehrání play-off, pak se účast v play-off přesune na další týmy dle celkového žebříčku Ligy národů. Vítězové skupin v Lize národů měli zajištěno, že se nesetkají s týmy z vyšší výkonnostní Ligy.
Každé play-off se bude skládat ze dvou semifinále, hraných na jeden zápas. Nejlépe postavený tým přivítá čtvrtý tým; druhý tým bude hostit zápas s třetím týmem. Hostitel finále se rozhodne losem.

## Kvalifikační skupiny
| Legenda                                                                         |
| ------------------------------------------------------------------------------- |
| Vítěz skupiny a druhý v pořadí postupující přímo na šampionát                   |
| Tým postupující do baráže o účast na šampionátu                                 |
| V křížové tabulce vpravo je domácí tým v levém sloupci, hostující v horní řadě. |

### Skupina A
| Tým        | Z | V | R | P | VG | IG | +/- | B  |
| ---------- | - | - | - | - | -- | -- | --- | -- |
| Anglie     | 8 | 7 | 0 | 1 | 37 | 6  | +31 | 21 |
| Česko      | 8 | 5 | 0 | 3 | 13 | 11 | +2  | 15 |
| Kosovo     | 8 | 3 | 2 | 3 | 13 | 16 | -3  | 11 |
| Bulharsko  | 8 | 1 | 3 | 4 | 6  | 17 | -11 | 6  |
| Černá Hora | 8 | 0 | 3 | 5 | 3  | 22 | -19 | 3  |

|            | Anglie | Česko | Kosovo | Bulharsko | Černá Hora |
| ---------- | ------ | ----- | ------ | --------- | ---------- |
| Anglie     | —      | 5:0   | 5:3    | 4:0       | 7:0        |
| Česko      | 2:1    | —     | 2:1    | 2:1       | 3:0        |
| Kosovo     | 0:4    | 2:1   | —      | 1:1       | 2:0        |
| Bulharsko  | 0:6    | 1:0   | 2:3    | —         | 1:1        |
| Černá Hora | 1:5    | 0:3   | 1:1    | 0:0       | —          |

### Skupina B
| Tým         | Z | V | R | P | VG | IG | +/- | B  |
| ----------- | - | - | - | - | -- | -- | --- | -- |
| Ukrajina    | 8 | 6 | 2 | 0 | 17 | 4  | +13 | 20 |
| Portugalsko | 8 | 5 | 2 | 1 | 22 | 6  | +16 | 17 |
| Srbsko      | 8 | 4 | 2 | 2 | 17 | 17 | 0   | 14 |
| Lucembursko | 8 | 1 | 1 | 6 | 7  | 16 | -9  | 4  |
| Litva       | 8 | 0 | 1 | 7 | 5  | 25 | -20 | 1  |

|             | Ukrajina | Portugalsko | Srbsko | Lucembursko | Litva |
| ----------- | -------- | ----------- | ------ | ----------- | ----- |
| Ukrajina    | —        | 1:0         | 5:0    | 1:0         | 2:0   |
| Portugalsko | 0:0      | —           | 1:1    | 3:0         | 6:0   |
| Srbsko      | 2:2      | 2:4         | —      | 3:2         | 4:1   |
| Lucembursko | 1:2      | 0:2         | 1:3    | —           | 2:1   |
| Litva       | 0:3      | 1:5         | 1:2    | 1:1         | —     |

### Skupina C
| Tým           | Z | V | R | P | VG | IG | +/- | B  |
| ------------- | - | - | - | - | -- | -- | --- | -- |
| Německo       | 8 | 7 | 0 | 1 | 30 | 7  | +23 | 21 |
| Nizozemsko    | 8 | 6 | 1 | 1 | 24 | 7  | +17 | 19 |
| Severní Irsko | 8 | 4 | 1 | 3 | 9  | 13 | -4  | 13 |
| Bělorusko     | 8 | 1 | 1 | 6 | 4  | 16 | -12 | 4  |
| Estonsko      | 8 | 0 | 1 | 7 | 2  | 26 | -24 | 1  |

|               | Německo | Nizozemsko | Severní Irsko | Bělorusko | Estonsko |
| ------------- | ------- | ---------- | ------------- | --------- | -------- |
| Německo       | —       | 2:4        | 6:1           | 4:0       | 8:0      |
| Nizozemsko    | 2:3     | —          | 3:1           | 4:0       | 5:0      |
| Severní Irsko | 0:2     | 0:0        | —             | 2:1       | 2:0      |
| Bělorusko     | 0:2     | 1:2        | 0:1           | —         | 0:0      |
| Estonsko      | 0:3     | 0:4        | 1:2           | 1:2       | —        |

### Skupina D
| Tým       | Z | V | R | P | VG | IG | +/- | B  |
| --------- | - | - | - | - | -- | -- | --- | -- |
| Švýcarsko | 8 | 5 | 2 | 1 | 19 | 6  | +13 | 17 |
| Dánsko    | 8 | 4 | 4 | 0 | 23 | 6  | +17 | 16 |
| Irsko     | 8 | 3 | 4 | 1 | 7  | 5  | +2  | 13 |
| Gruzie    | 8 | 2 | 2 | 4 | 7  | 11 | -4  | 8  |
| Gibraltar | 8 | 0 | 0 | 8 | 3  | 31 | -28 | 0  |

|           | Švýcarsko | Dánsko | Irsko | Gruzie | Gibraltar |
| --------- | --------- | ------ | ----- | ------ | --------- |
| Švýcarsko | —         | 3:3    | 2:0   | 1:0    | 4:0       |
| Dánsko    | 1:0       | —      | 1:1   | 5:1    | 6:0       |
| Irsko     | 1:1       | 1:1    | —     | 1:0    | 2:0       |
| Gruzie    | 0:2       | 0:0    | 0:0   | —      | 3:0       |
| Gibraltar | 1:6       | 0:6    | 0:1   | 2:3    | —         |

### Skupina E
| Tým         | Z | V | R | P | VG | IG | +/- | B  |
| ----------- | - | - | - | - | -- | -- | --- | -- |
| Chorvatsko  | 8 | 5 | 2 | 1 | 17 | 7  | +10 | 17 |
| Wales       | 8 | 4 | 2 | 2 | 10 | 6  | +4  | 14 |
| Slovensko   | 8 | 4 | 1 | 3 | 13 | 11 | +2  | 13 |
| Maďarsko    | 8 | 4 | 0 | 4 | 8  | 11 | -3  | 12 |
| Ázerbájdžán | 8 | 0 | 1 | 7 | 5  | 18 | -13 | 1  |

|             | Chorvatsko | Wales | Slovensko | Maďarsko | Ázerbájdžán |
| ----------- | ---------- | ----- | --------- | -------- | ----------- |
| Chorvatsko  | —          | 2:1   | 3:1       | 3:0      | 2:1         |
| Wales       | 1:1        | —     | 1:0       | 2:0      | 2:1         |
| Slovensko   | 0:4        | 1:1   | —         | 2:0      | 2:0         |
| Maďarsko    | 2:1        | 1:0   | 1:2       | —        | 1:0         |
| Ázerbájdžán | 1:1        | 0:2   | 1:5       | 1:3      | —           |

### Skupina F
| Tým             | Z  | V | R | P | VG | IG | +/- | B  |
| --------------- | -- | - | - | - | -- | -- | --- | -- |
| Španělsko       | 10 | 8 | 2 | 0 | 31 | 5  | +26 | 26 |
| Švédsko         | 10 | 6 | 3 | 1 | 20 | 9  | +11 | 21 |
| Norsko          | 10 | 4 | 5 | 1 | 19 | 11 | +8  | 17 |
| Rumunsko        | 10 | 2 | 2 | 4 | 17 | 15 | +2  | 14 |
| Faerské ostrovy | 10 | 1 | 0 | 9 | 4  | 30 | -26 | 3  |
| Malta           | 10 | 1 | 0 | 9 | 3  | 27 | -24 | 3  |

|                 | Španělsko | Švédsko | Norsko | Rumunsko | Faerské ostrovy | Malta |
| --------------- | --------- | ------- | ------ | -------- | --------------- | ----- |
| Španělsko       | —         | 3:0     | 2:1    | 5:0      | 4:0             | 7:0   |
| Švédsko         | 1:1       | —       | 1:1    | 2:1      | 3:0             | 3:0   |
| Norsko          | 1:1       | 3:3     | —      | 2:2      | 4:0             | 2:0   |
| Rumunsko        | 1:2       | 0:2     | 1:1    | —        | 4:1             | 1:0   |
| Faerské ostrovy | 1:4       | 0:4     | 0:2    | 0:3      | —               | 1:0   |
| Malta           | 0:2       | 0:4     | 1:2    | 0:4      | 2:1             | —     |

- Při rovnosti bodů mezi Maltou a Faerskými ostrovy rozhodl větší počet branek nastřílených na hřišti soupeře: Faerské ostrovy 1, Malta 0.

### Skupina G
| Tým               | Z  | V | R | P | VG | IG | +/- | B  |
| ----------------- | -- | - | - | - | -- | -- | --- | -- |
| Polsko            | 10 | 8 | 1 | 1 | 18 | 5  | +13 | 25 |
| Rakousko          | 10 | 6 | 1 | 3 | 19 | 9  | +10 | 19 |
| Severní Makedonie | 10 | 4 | 2 | 4 | 12 | 13 | -1  | 14 |
| Slovinsko         | 10 | 4 | 2 | 4 | 16 | 11 | +5  | 14 |
| Izrael            | 10 | 3 | 2 | 5 | 16 | 18 | -2  | 11 |
| Lotyšsko          | 10 | 1 | 0 | 9 | 3  | 28 | -25 | 3  |

|                   | Polsko | Rakousko | Severní Makedonie | Slovinsko | Izrael | Lotyšsko |
| ----------------- | ------ | -------- | ----------------- | --------- | ------ | -------- |
| Polsko            | —      | 0:0      | 2:0               | 3:2       | 4:0    | 2:0      |
| Rakousko          | 0:1    | —        | 2:1               | 1:0       | 3:1    | 6:0      |
| Severní Makedonie | 0:1    | 1:4      | —                 | 2:1       | 1:0    | 3:1      |
| Slovinsko         | 2:0    | 0:1      | 1:1               | —         | 3:2    | 1:0      |
| Izrael            | 1:2    | 4:2      | 1:1               | 1:1       | —      | 3:1      |
| Lotyšsko          | 0:3    | 1:0      | 0:2               | 0:5       | 0:3    | —        |

- Při rovnosti bodů mezi Severní Makedonií a Slovinskem rozhodl větší počet získaných bodů ze vzájemných zápasů: Severní Makedonie 4, Slovinsko 1.

### Skupina H
| Tým       | Z  | V | R | P | VG | IG | +/- | B  |
| --------- | -- | - | - | - | -- | -- | --- | -- |
| Francie   | 10 | 8 | 1 | 1 | 25 | 6  | +19 | 25 |
| Turecko   | 10 | 7 | 2 | 1 | 18 | 3  | +15 | 23 |
| Island    | 10 | 6 | 1 | 3 | 14 | 11 | +3  | 19 |
| Albánie   | 10 | 4 | 1 | 5 | 16 | 14 | +2  | 13 |
| Andorra   | 10 | 1 | 1 | 8 | 3  | 20 | -17 | 4  |
| Moldavsko | 10 | 1 | 0 | 9 | 4  | 26 | -22 | 3  |

|           | Francie | Turecko | Island | Albánie | Andorra | Moldavsko |
| --------- | ------- | ------- | ------ | ------- | ------- | --------- |
| Francie   | —       | 1:1     | 4:0    | 4:1     | 2:1     | 3:0       |
| Turecko   | 2:0     | —       | 0:0    | 1:0     | 1:0     | 4:0       |
| Island    | 0:1     | 2:1     | —      | 1:0     | 2:0     | 3:0       |
| Albánie   | 0:2     | 0:2     | 4:2    | —       | 2:2     | 2:0       |
| Andorra   | 0:4     | 0:2     | 0:2    | 0:3     | —       | 1:0       |
| Moldavsko | 1:4     | 0:4     | 1:2    | 0:4     | 1:0     | —         |

### Skupina I
| Tým        | Z  | V  | R | P  | VG | IG | +/- | B  |
| ---------- | -- | -- | - | -- | -- | -- | --- | -- |
| Belgie     | 10 | 10 | 0 | 0  | 40 | 3  | +37 | 30 |
| Rusko      | 10 | 8  | 0 | 2  | 33 | 8  | +25 | 24 |
| Skotsko    | 10 | 5  | 0 | 5  | 16 | 19 | -3  | 15 |
| Kypr       | 10 | 3  | 1 | 6  | 15 | 20 | -5  | 10 |
| Kazachstán | 10 | 3  | 1 | 6  | 13 | 17 | -4  | 10 |
| San Marino | 10 | 0  | 0 | 10 | 0  | 43 | -43 | 0  |

|            | Belgie | Rusko | Skotsko | Kypr | Kazachstán | San Marino |
| ---------- | ------ | ----- | ------- | ---- | ---------- | ---------- |
| Belgie     | —      | 3:1   | 3:0     | 6:1  | 3:0        | 9:0        |
| Rusko      | 1:4    | —     | 4:0     | 1:0  | 1:0        | 9:0        |
| Skotsko    | 0:4    | 1:2   | —       | 2:1  | 3:1        | 6:0        |
| Kypr       | 0:2    | 0:5   | 1:2     | —    | 1:1        | 5:0        |
| Kazachstán | 0:2    | 0:4   | 3:0     | 1:2  | —          | 4:0        |
| San Marino | 0:4    | 0:5   | 0:2     | 0:4  | 1:3        | —          |

- Při rovnosti bodů mezi Kyprem a Kazachstánem rozhodoval větší počet bodů získaný ve vzájemných zápasech: Kypr 4, Kazachstán 1.

### Skupina J
| Tým                 | Z  | V  | R | P | VG | IG | +/- | B  |
| ------------------- | -- | -- | - | - | -- | -- | --- | -- |
| Itálie              | 10 | 10 | 0 | 0 | 37 | 4  | +33 | 30 |
| Finsko              | 10 | 6  | 0 | 4 | 16 | 10 | +6  | 18 |
| Řecko               | 10 | 4  | 2 | 4 | 12 | 14 | -2  | 14 |
| Bosna a Hercegovina | 10 | 4  | 1 | 5 | 20 | 17 | +3  | 13 |
| Arménie             | 10 | 3  | 1 | 6 | 14 | 25 | -11 | 10 |
| Lichtenštejnsko     | 10 | 0  | 2 | 8 | 2  | 31 | -29 | 2  |

|                     | Itálie | Finsko | Řecko | Bosna a Hercegovina | Arménie | Lichtenštejnsko |
| ------------------- | ------ | ------ | ----- | ------------------- | ------- | --------------- |
| Itálie              | —      | 2:0    | 2:0   | 2:1                 | 9:1     | 6:0             |
| Finsko              | 1:2    | —      | 1:0   | 2:0                 | 3:0     | 3:0             |
| Řecko               | 0:3    | 2:1    | —     | 2:1                 | 2:3     | 1:1             |
| Bosna a Hercegovina | 0:3    | 4:1    | 2:2   | —                   | 2:1     | 5:0             |
| Arménie             | 1:3    | 0:2    | 0:1   | 4:2                 | —       | 3:0             |
| Lichtenštejnsko     | 0:5    | 0:2    | 0:2   | 0:3                 | 1:1     | —               |

## Baráž
Týmy, které se na závěrečný turnaj neprobojovaly z kvalifikačních skupin, měly možnost se na něj dostat přes baráž ve formě play-off. Pro každou výkonnostní Ligu v Lize národů UEFA bylo vyhrazeno jedno místo na závěrečném turnaji EURO 2020. 
Play-off sehrály 4 týmy v každé výkonnostní skupině, které nepostoupily přímo na závěrečný turnaj. Nejdříve se místa přidělily vítězům skupin v Lize národů, pak dalším dle žebříčku uvnitř výkonnostních skupin a následně týmům dle celkového žebříčku.

### Týmy postupující do baráže
| Legenda                    |
| -------------------------- |
| Přímý postup z kvalifikace |
| Postup do play-off         |
| Vyřazení                   |

| Liga A                      | Liga A |
| Tým                         | Pořadí |
| --------------------------- | ------ |
| Portugalsko (vítěz skupiny) | 1      |
| Nizozemsko (vítěz skupiny)  | 2      |
| Anglie (vítěz skupiny)      | 3      |
| Švýcarsko (vítěz skupiny)   | 4      |
| Belgie                      | 5      |
| Francie                     | 6      |
| Španělsko                   | 7      |
| Itálie                      | 8      |
| Chorvatsko                  | 9      |
| Polsko                      | 10     |
| Německo                     | 11     |
| Island                      | 12     |

| Liga B                              | Liga B |
| Tým                                 | Pořadí |
| ----------------------------------- | ------ |
| Bosna a Hercegovina (vítěz skupiny) | 13     |
| Ukrajina (vítěz skupiny)            | 14     |
| Dánsko (vítěz skupiny)              | 15     |
| Švédsko (vítěz skupiny)             | 16     |
| Rusko                               | 17     |
| Rakousko                            | 18     |
| Wales                               | 19     |
| Česko                               | 20     |
| Slovensko                           | 21     |
| Turecko                             | 22     |
| Irsko                               | 23     |
| Severní Irsko                       | 24     |

| Liga C                  | Liga C |
| Tým                     | Pořadí |
| ----------------------- | ------ |
| Skotsko (vítěz skupiny) | 25     |
| Norsko (vítěz skupiny)  | 26     |
| Srbsko (vítěz skupiny)  | 27     |
| Finsko (vítěz skupiny)  | 28     |
| Bulharsko               | 29     |
| Izrael                  | 30     |
| Maďarsko                | 31     |
| Rumunsko                | 32     |
| Řecko                   | 33     |
| Albánie                 | 34     |
| Černá Hora              | 35     |
| Kypr                    | 36     |
| Estonsko                | 37     |
| Slovinsko               | 38     |
| Litva                   | 39     |

| Liga D                            | Liga D |
| Tým                               | Pořadí |
| --------------------------------- | ------ |
| Gruzie (vítěz skupiny)            | 40     |
| Severní Makedonie (vítěz skupiny) | 41     |
| Kosovo (vítěz skupiny)            | 42     |
| Bělorusko (vítěz skupiny)         | 43     |
| Lucembursko                       | 44     |
| Arménie                           | 45     |
| Ázerbájdžán                       | 46     |
| Kazachstán                        | 47     |
| Moldavsko                         | 48     |
| Gibraltar                         | 49     |
| Faerské ostrovy                   | 50     |
| Lotyšsko                          | 51     |
| Lichtenštejnsko                   | 52     |
| Andorra                           | 53     |
| Malta                             | 54     |
| San Marino                        | 55     |

### Los
Los proběhl po skončení kvalifikačních skupin. Odehrál se 22. listopadu 2019 v Nyonu, ve Švýcarsku.
UEFA ještě před losem nastínila obecné principy, kterými se měl los řídit a výjimky pro vybrané situace.
- Důvody sportovní: Vítězové skupin nesmí hrát s týmem z vyšší ligy.
- Důvody spojené se soutěží: Pro zvýšení počtu hostitelských zemí na turnaji mohou být týmy z hostitelských zemí přeřazeny do jiné play-off skupiny.
- Zakázané zápasy: Z politických důvodů se nemohou odehrát zápasy těchto soupeřů: Arménie s Ázerbájdžánem, Gibraltar se Španělskem, Kosovo s Bosnou a Hercegovinou, Kosovo se Srbskem, Rusko s Ukrajinou. Pokud nebude možné rozdělit týmy do různých play-off skupin, pak budou stanoveny podmínky, za kterých se zápas sehraje (neutrální půda, zápas bez diváků apod.).
- Nasazení týmů: Při určité kombinaci týmů bude nutné použít nasazování pro los.

Po kvalifikačních skupinách byl sestaven žebříček, ze kterého vyplynulo 16 týmů pro baráž. Postupně se přiřazovaly týmy do play-off skupin, od Ligy D po Ligu A.
- Z Ligy D se kvalifikovaly 4 týmy, a to vítězové skupin. Tyto týmy tvoří jednu kompletní play-off skupinu.
- Z Ligy C se kvalifikovalo 7 týmů, a to 3 vítězové skupin a 4 ostatní týmy. Los tedy rozhodl, který ze zbývajících 4 týmů byl přidán do této play-off skupiny a které byly přiřazeny do některé z vyšších skupin.
- Z Ligy B se kvalifikovaly 4 týmy, takže vytvořily jednu kompletní play-off skupinu.
- Z Ligy A se kvalifikoval pouze tým Islandu.

Los se týkal těchto týmů (seřazené dle pořadí žebříčku Ligy národů):
- Bulharsko
- Izrael
- Maďarsko
- Rumunsko

Jednotlivé play-off skupiny po losu vypadají takto:
| Poř | Tým          |
| --- | ------------ |
| 1   | Island       |
| 2   | Bulharsko    |
| 3   | Maďarsko (H) |
| 4   | Rumunsko (H) |

| Poř | Tým                 |
| --- | ------------------- |
| 1   | Bosna a Hercegovina |
| 2   | Slovensko           |
| 3   | Irsko               |
| 4   | Severní Irsko       |

| Poř | Tým         |
| --- | ----------- |
| 1   | Skotsko (H) |
| 2   | Norsko      |
| 3   | Srbsko      |
| 4   | Izrael      |

| Poř | Tým               |
| --- | ----------------- |
| 1   | Gruzie            |
| 2   | Severní Makedonie |
| 3   | Kosovo            |
| 4   | Bělorusko         |

Legenda
- (H) - hostitelská země EURO 2020

### Play-off skupiny A
Vítěz této skupiny tedy hrát na Mistrovství Evropy ve skupině F.
|  | Semifinále                                     | Semifinále |   |  | Finále                                 | Finále |  |
|  |                                                |            |   |  |                                        |        |  |
|  | 8. října – Národní stadion Vasil Levski, Sofie |            |   |  |                                        |        |  |
|  | Bulharsko                                      | 1          |   |  |                                        |        |  |
|  | Maďarsko                                       | 3          |   |  |                                        |        |  |
|  |                                                |            |   |  |                                        |        |  |
|  |                                                |            |   |  | 12. listopadu – Puskás Aréna, Budapešť |        |  |
|  |                                                |            |   |  | Maďarsko                               | 2      |  |
|  |                                                | Island     | 1 |  |                                        |        |  |
|  |                                                |            |   |  |                                        |        |  |
|  |                                                |            |   |  |                                        |        |  |
|  |                                                |            |   |  |                                        |        |  |
|  | 8. října – Laugardalsvöllur, Rejkjavík         |            |   |  |                                        |        |  |
|  | Island                                         | 2          |   |  |                                        |        |  |
|  | Rumunsko                                       | 1          |   |  |                                        |        |  |

### Play-off skupiny B
Vítěz této skupiny tedy hrát na Mistrovství Evropy ve skupině E.
|  | Semifinále                                       | Semifinále         |   |  | Finále                                | Finále |  |
|  |                                                  |                    |   |  |                                       |        |  |
|  | 8. října – Stadion Grbavica, Sarajevo            |                    |   |  |                                       |        |  |
|  | Bosna a Hercegovina                              | 1 (3)              |   |  |                                       |        |  |
|  | Severní Irsko (pen.)                             | 1 (4)              |   |  |                                       |        |  |
|  |                                                  |                    |   |  |                                       |        |  |
|  |                                                  |                    |   |  | 12. listopadu – Windsor Park, Belfast |        |  |
|  |                                                  |                    |   |  | Severní Irsko                         | 1      |  |
|  |                                                  | Slovensko (prodl.) | 2 |  |                                       |        |  |
|  |                                                  |                    |   |  |                                       |        |  |
|  |                                                  |                    |   |  |                                       |        |  |
|  |                                                  |                    |   |  |                                       |        |  |
|  | 8. října – Národný futbalový štadión, Bratislava |                    |   |  |                                       |        |  |
|  | Slovensko (pen.)                                 | 0 (4)              |   |  |                                       |        |  |
|  | Irsko                                            | 0 (2)              |   |  |                                       |        |  |

### Play-off skupiny C
Vítěz této skupiny tedy hrát na Mistrovství Evropy ve skupině D.
|  | Semifinále                        | Semifinále |       |  | Finále                                          | Finále |  |
|  |                                   |            |       |  |                                                 |        |  |
|  | 8. října – Hampden Park, Glasgow  |            |       |  |                                                 |        |  |
|  | Skotsko (pen.)                    | 0 (5)      |       |  |                                                 |        |  |
|  | Izrael                            | 0 (3)      |       |  |                                                 |        |  |
|  |                                   |            |       |  |                                                 |        |  |
|  |                                   |            |       |  | 12. listopadu – Stadion Crvena Zvezda, Bělehrad |        |  |
|  |                                   |            |       |  | Skotsko (pen.)                                  | 1 (5)  |  |
|  |                                   | Srbsko     | 1 (4) |  |                                                 |        |  |
|  |                                   |            |       |  |                                                 |        |  |
|  |                                   |            |       |  |                                                 |        |  |
|  |                                   |            |       |  |                                                 |        |  |
|  | 8. října – Ullevaal Stadion, Oslo |            |       |  |                                                 |        |  |
|  | Norsko                            | 1          |       |  |                                                 |        |  |
|  | Srbsko (prodl.)                   | 2          |       |  |                                                 |        |  |

### Play-off skupiny D
Vítěz této skupiny tedy hrát na Mistrovství Evropy ve skupině C.
|  | Semifinále                                            | Semifinále        |   |  | Finále                                                     | Finále |  |
|  |                                                       |                   |   |  |                                                            |        |  |
|  | 8. října – Národní stadion Borise Paičadzeho, Tbilisi |                   |   |  |                                                            |        |  |
|  | Gruzie                                                | 1                 |   |  |                                                            |        |  |
|  | Bělorusko                                             | 0                 |   |  |                                                            |        |  |
|  |                                                       |                   |   |  |                                                            |        |  |
|  |                                                       |                   |   |  | 12. listopadu – Národní stadion Borise Paičadzeho, Tbilisi |        |  |
|  |                                                       |                   |   |  | Gruzie                                                     | 0      |  |
|  |                                                       | Severní Makedonie | 1 |  |                                                            |        |  |
|  |                                                       |                   |   |  |                                                            |        |  |
|  |                                                       |                   |   |  |                                                            |        |  |
|  |                                                       |                   |   |  |                                                            |        |  |
|  | 8. října – Národní aréna Toše Proeski, Skopje         |                   |   |  |                                                            |        |  |
|  | Severní Makedonie                                     | 2                 |   |  |                                                            |        |  |
|  | Kosovo                                                | 1                 |   |  |                                                            |        |  |